# Kanton Givors
Der Kanton Givors war bis 2015 ein französischer Kanton, die zu ihrer Zeit im Arrondissement Lyon
und im Département Rhône lag. Sie umfasste neun Gemeinden mit Givors als Hauptort. Der Kanton wurde abgeschafft, als die Métropole de Lyon zum Jahreswechsel 2014/2015 das Département als übergeordnete Gebietskörperschaft von Givors und einigen anderen Mitgliedsgemeinden ablöste und die Kantone ihre Funktion als Wahlkreise verloren.

## Gemeinden
Der Kanton bestand aus neun Gemeinden:
| Gemeinde                | Einwohner Jahr | Fläche km² | Bevölkerungsdichte | Code INSEE | Postleitzahl |
| ----------------------- | -------------- | ---------- | ------------------ | ---------- | ------------ |
| Chassagny               | 1.276 (2013)   | 9,33       | 137 Einw./km²      | 69048      | 69700        |
| Échalas                 | 1.670 (2013)   | 20,95      | 80 Einw./km²       | 69080      | 69700        |
| Givors                  | 19.574 (2013)  | 17,34      | 1129 Einw./km²     | 69091      | 69700        |
| Grigny                  | 9.419 (2013)   | 5,75       | 1638 Einw./km²     | 69096      | 69520        |
| Millery                 | 3.909 (2013)   | 9,22       | 424 Einw./km²      | 69133      | 69390        |
| Montagny                | 2.693 (2013)   | 8,3        | 324 Einw./km²      | 69136      | 69700        |
| Saint-Andéol-le-Château | 1.698 (2013)   | 9,95       | 171 Einw./km²      | 69179      | 69700        |
| Saint-Jean-de-Touslas   | 832 (2013)     | 5,57       | 149 Einw./km²      | 69213      | 69700        |
| Saint-Romain-en-Gier    | 538 (2013)     | 4,05       | 133 Einw./km²      | 69236      | 69700        |

## Politik
| Vertreter im conseil général des Départements | Vertreter im conseil général des Départements | Vertreter im conseil général des Départements |
| Amtszeit                                      | Name                                          | Partei                                        |
| --------------------------------------------- | --------------------------------------------- | --------------------------------------------- |
| 1945–1985                                     | Camille Vallin                                | PCF                                           |
| 1985–1998                                     | Jean-Claude Bahut                             | RPR                                           |
| 1998–2014                                     | Martial Passi                                 | PCF                                           |